# Крал Лир (филм)
„Крал Лир“ е британско-американски телевизионен филм от 2018 г., адаптация по едноименната пиеса на Уилям Шекспир. Продължителността му е 115 минути и бива излъчен за пръв път по Би Би Си 2 на 28 май 2018 г.
Филмът е режисиран от Ричард Ейър. В главните роли са Антъни Хопкинс като Крал Лир и актрисите Ема Томпсън, Емили Уотсън и Флорънс Пю като сестрите Гонерила, Регана и Корделия. Действито се развива в алтернативна вселена, през 21 век в Лондон и проследява трагедията на суверенния крал, който в края на своето царуване разделя земите си между трите си дъщери.

## Сюжет
За разлика от пиесата, сюжетът се разполага в алтернативно време-пространство – строго охраняван Лондон. Една вечер Крал Лир призовава трите си дъщери и техните съпрузи, за да разпредели земите си между тях. В замяна на това той иска да чуе от всяка една колко е обичан. Двете по-големи сестри – Гонерила и Регана веднага изразяват любовта и верността си, в замяна на което получават своя дял от кралските земи. Най-малката обаче – Корделия – не казва нищо. Тя смята, че подобно устно изказване е повърхностно и неискрено. В резултат на това кралят отказва да ѝ даде нейния дял от земя и се отрича от нея. 
Впоследствие Лир отива да живее при дъщеря си Гонерила заедно със стоте си рицари, но тя отказва да го приеме, защото рицарите му са много и се отнасят зле и невъзпитано със слугите. Втората дъщеря, Регана, също отказва да приеме баща си и иска той да сведе бройката на рицарите си до 25. Отхвърлен, Лир си заминава, следван от най-верните си поданици – Кент и Шута. Тримата попадат в буря, където се натъкват на Едгар – законния син на граф Глостър, който по-рано е бил измамен от некръвния си брат Едмънд, че баща му иска неговата смърт.
Предаденият крал Лир полудява все повече и повече, докато не среща дъщеря си Корделия, но впоследствие двамата са заловени. Гонерила вече е отровила Регана в съперничеството им за сърцето на Едмънд, който умира в битка с брат си. Това от своя страна води до самоубийството на Гонерила. 
На финала влиза кралят, влачейки мъртвата Корделия. Сърцето му е разкъсано от скръб по най-малката му дъщеря и той също умира. За разлика от пиесата, филмът завършва с младия Едгар, който казва репликата на Олбанският княз, а именно:
| „ | Под бремето на скръбта ние трябва да сведем глава и мъките си да излеем без думите си да мерим. Той бе стар и се настрада много. При тези мъки ние с вас едва ли до тази възраст бихме издържали. | “ |

## Актьорски състав
- Крал Лир - Антъни Хопкинс
- Гонерила – Ема Томпсън
- Регана - Емили Уотсън
- Корделия – Флорънс Пю
- Шут – Карл Джонсън
- Френският крал – Чуквуди Ивуджи
- Бургундският крал – Саймън Манионда
- Корнуолският княз – Тобиас Мензис
- Олбанският княз – Антъни Калф
- Граф Кент –  Джим Картър
- Граф Глостър – Джим Броудбент
- Едгар –  Андрю Скот
- Едмънд – Джон Макмилън
- Освалд – Кристофър Екълстън

## Продукция
През октомври 2017 г.  Би Би Си възлага новата адаптация на шекспировата пиеса и работи в ко-продукция с Амазон Студиос. Снимките започват още същата година, като в началото на 2018 г. вече има първи вариант на филма. Сцените от филма са заснети на различни локации в Кент, като замъка Дувър, Самфайър Хо и скалата Абътс.
Филмът се придържа почти изцяло към авторовия текст, наблюдават се само леки сюжетни промени, като например това, че двете сестри са не само влюбени в Едгар, а са и сгодени за него. Режисьорът Ричард Ейър споделя, че е искал да съпостави новия и стария свят и с тази цел поставя модерно облечените актьори в стари сгради и помещения.

## Критика
Сайтът за рецензии Rotten Tomatoes  дава на филма рейтинг на одобрение 91% въз основа на 22 рецензии и среден рейтинг 7,7/10. Друг сайт за рецензии, Metacritic, който използва претеглена средна стойност, дава на филма оценка 76 от 100, базирайки се на 6 критици, което показва „като цяло благоприятни отзиви“.
Сам Уоластън от Гардиън хвали актьорската игра на Хопкинс като Крал Лир, смятайки го за „крещящ, уязвим и абсолютно хипнотизиращ“.
Джон Андерсън от Уолстрийт Джърнъл също хвали изпълнението на Хопкинс, като пише, че му доставя „удоволствие да го гледа как скърца със зъби, ридае и се побърква великолепно срещу един от най-добрите поддържащи състави, които можете да си представите“.

## Награди и номинации
| Година | Награда                           | Категория                                                                   | Номиниран      | Резултат  |
| ------ | --------------------------------- | --------------------------------------------------------------------------- | -------------- | --------- |
| 2019   | Critics' Choice Television Awards | Най-добър филм/Минисериал                                                   | Крал Лир       | Номинация |
| 2019   | Сателит                           | Най-добър минисериал или телевизионен филм                                  | Крал Лир       | Номинация |
| 2019   | Сателит                           | Най-добра поддържаща мъжка роля в сериал, минисериал или телевизионен филм  | Джон Макмилън  | Номинация |
| 2019   | Сателит                           | Най-добра поддържаща женска роля в сериал, минисериал или телевизионен филм | Ема Томпсън    | Номинация |
| 2019   | Изборът на критиката              | Изключително изпълнение на актьор в минисериал или телевизионен филм        | Антъни Хопкинс | Номинация |
| 2019   | Праймтайм Еми                     | Изключителен телевизионен филм                                              | Крал Лир       | Номинация |
| 2019   | Casting Society of America        | Film – Nontheatrical Release                                                | Нина Голд      | Номинация |